# Piazza Ferdinando Fuga
Piazza Ferdinando Fuga, popularno poznata kao piazzetta Fuga zbog svoje skromne veličine i nazivana tijekom fašističkog razdoblja piazza Franco Belfiore u spomen na mladog fašistu koji je pao u borbi 1921., je trg u Napulj ukoji se nalazi u četvrti Vomero. Posvećena je Ferdinandu Fugi, arhitektu koji je napravio mnoga svoja glavna djela u Napulju, uključujući crkvu Girolamini i Real Albergo dei Poveri.

## Povijesne bilješke i opis
Trg je trokutastog tlocrta i na njega se ulijevaju via Cimarosa i via Lordi. U njemu nalazimo tri važne građevine: Centralnu stanicu uspinjače, Palazzo Avena i ulaz u Vilu Haas (Villa Palazzolo)..

## Prijevoz
Do trga se može doći Centralnom uspinjačom, čija je krajnja stanica. Na zapadnoj strani trg je povezan s via Morghen stepenicama via Cimarosa, opremljenim 2002. urbanim pokretnim stepenicama koje je izgradila općina, a kojima upravlja ANM.